# Fényhang

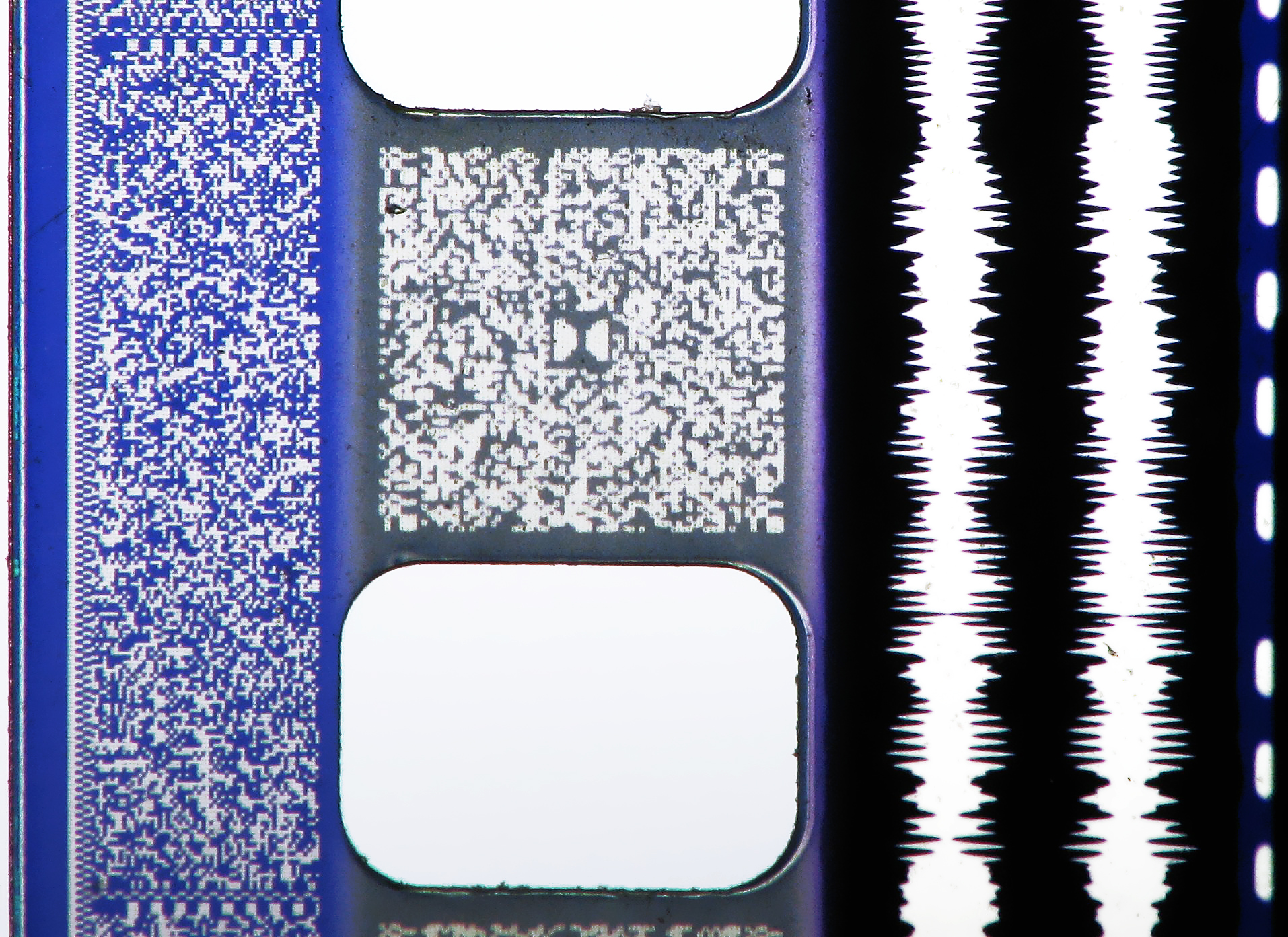
35 mm-es film két hangsávval

Filmre a hangot régebben kizárólag (a mozikba kerülő másolatok igen nagy részére még ma is) optikai úton, azaz a hang fényképezésével rögzítették. Az optikai hangrögzítés eszköze a fénykamera.
Többféle módszert, eljárást kitaláltak, s kifejlesztettek arra, hogy a hangot – előbb feszültségingadozássá alakítva – fényvezérlő készülék segítségével fényrezgésekké alakítsák, s az ily módon vezérelt fényt exponálják a filmszalagra.
Exponáláskor a filmszalagra egy keskeny fénycsíkot, a fényrést képeznek le. A fényrés a hangcsíkot a megvilágítás erősségének megfelelően jobban vagy kevésbé feketíti. A filmszalagra leképezett fényrés hosszúsága 35 mm-es normálfilmnél 2,5 mm, 16 mm-es keskenyfilmnél 1,88 mm, szélessége 10-20 μ.

## Fényvezérlési altípusok
A fényvezérlés módja háromféle.
- Intenzitásos eljárás
- Longitudinális eljárás
- Transzverzális eljárás

Valamennyi használatos fényvezérlő eljárás e három altípus valamelyikére, vagy azok esetleges kombinációira visszavezethető. A három típus közül az intenzitásos és a transzverzális eljárás terjedt el leginkább a filmiparban, azonban az utóbbi lett az, ami mind a mai napig fent maradt, s napjaink lézer hangkamerái is ezzel a módszerrel rögzítik a filmszalag mellé a sztereóhangot.

### Intenzitásos eljárás
A hangcsíkot teljes szélességében világítják meg, s a hangrezgéseknek megfelelően változó fénymennyiséget adnak a filmszalagra. Az intenzitásos felvétel képe tehát állandó szélességű hangcsík, amelynek feketedése a hangrezgéseknek megfelelően változik.
Exponáláskor a hangcsík bármely pontját addig világítjuk meg, ameddig a réskép alatt elfut. Mivel a rés szélessége véges nagyságú, a filmpont egy bizonyos ideig megvilágítást kap, ez alatt az idő alatt azonban a fény mennyisége is megváltozik a vezérlésnek megfelelően. A megvilágítás erőssége ugyanis két tag összege: a nyugalmi megvilágításé, ami a vezérlés nélküli megvilágítás erősségének felel meg és a vezérlésé. Ez a vezérelt fényáram, lévén váltakozó feszültség, hol hozzáadódik, hol kivonódik a nyugalmi megvilágítás erősségéből.
Intenzitásos felvétel készítésekor akkor kapnánk torzítatlan hangfelvételt, ha a rés szélességét végtelenül kicsire tudnánk választani, s ezzel az expozíciós idő is végtelen rövid lenne.

### Longitudinális eljárás
A rés megvilágítási erőssége állandó s a rés szélességét változtatják, minek következtében a filmszalagra változó expozíció kerül. Minél szélesebb valamely időpillanatban a rés, a filmszalagot annál hosszabb ideig világítják meg, így előhívás után ennek megfelelően nagyobb feketedést kapunk. A longitudinális eljárás képe tehát azonos az intenzitásos eljárás hangképével.

### Transzverzális eljárás
A rés szélessége és a megvilágítás fényerőssége állandó, a hangcsík hosszúságát azonban egy takarópilla (blende) segítségével a hangrezgéseknek megfelelően változtatják. Képe tehát állandó feketedésű, de változó szélességű hangcsík.
A pilla kialakításától függően különböző képű transzverzális felvételeket kapunk. Ferde pillaszél esetén egycsíkos, ék alakú pilla esetén szimmetrikus hangcsík-rajzot kapunk, két- vagy többékű pillánál két- ill. többcsíkos felvétel az eredmény.
Manapság a fényhang alkalmazásakor a két csíkos felvételt használják. Nagy előnye akkor látszódik, illetve hallatszik, mikor a filmszalag megsérül, és az egyik hangcsíkon karc keletkezik; ekkor ugyanis a másik csíkról még tökéletesen lehet hangot leadni.

## Fényvezérlő készülékek
A fénykamerák titka a fényvezérlő készülék volt. Ez az a berendezés, mellyel a hangrezgéseknek megfelelő elektromos rezgéseket fényrezgésekké alakítják, vagyis ennek segítségével a fény a hangrezgéseknek megfelelően vezéreljük. Ugyanaz a fényvezérlő eljárás különböző fényvezérlő készülékkel is létrehozható, és egy fényvezérlő készülékkel is különféle fényvezérlési eljárást valósíthatunk meg.
A fényvezérlés lehet elektrooptikai vagy elektromechanikai.
Elektrooptikai fényvezérlésnél kétféle eljárás ismert. Vagy magának a fényforrásnak a fényerejét vezéreljük (ködfénylámpa, katódsugárcső), vagy állandó fényerejű fényforrás mellett a fényáramot vezéreljük egy fényszeleppel (Kerr-cella). Minden elektromechanikai fényvezérlő készülék fényszelepként működik.
A vezérelt fényforrások fényereje nagyon csekély, élettartamuk korlátolt, a fénypont helye és fényereje nem állandó, ezért csak a hangosfilm kezdetén használták azokat. A Kerr-cella az egyetlen elektrooptikai fényvezérlő készülék, mely hosszabb ideig használatban volt. 1931. április 15-től (Lohr Ferenc ekkor tér haza Berlinből, s megkezdi munkásságát a Klang gyárban tanultak szerint) közel két évig szolgálta a magyar filmszinkronizálást.

### Kerr-cella

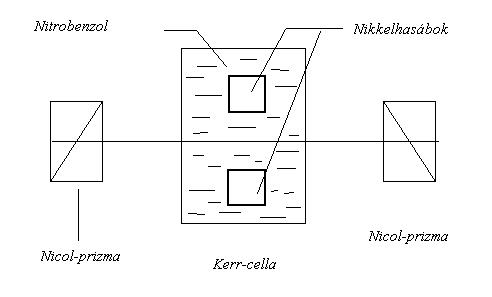
Kerr-cella

Ez egy tehetetlenség nélküli fényzsilip, mely intenzitásos modulációjú hangcsík előállítására szolgál, vagyis a filmre eső fény mennyiségét változtatja meg a hangmoduláció ütemében.
Lényege egy nitrobenzollal töltött üvegedény, melyben két elektróda van (nikkelhasáb). A nitrobenzol tulajdonsága, hogy villamos feszültség (például beszédáram) hatására elliptikusan sarkítja a fényt (Kerr-hatás).
A régi Klang-fényvezérlő készülékek ezt a hatást használják ki, felépítését tekintve két Nicol-prizmából és egy Kerr-cellából áll. A fényforrás oldalán lévő Nicol-prizma a polarizátor, mely a fényt 45 fokban polarizálja. Az ily módon polarizált fény jut a Kerr-cellába, ahol a két nikkelhasáb már villamos feszültség alatt áll. Az elektromos tér hatására a Kerr-cella a fényt polarizálja, azaz a kilépő fénynek olyan összetevője is lesz, amelynek rezgése merőleges a beeső fény rezgésére. A fény ezután az analizátornak nevezett második Nicol-prizmára jut, melynek polarizáló síkja merőleges az első prizmáéra. Ha a Kerr-cellára nem kapcsolunk feszültséget, akkor a második prizma után nem kapunk fényt. Feszültség változtatására az átjutó fény mennyisége is változik. Amennyiben a nikkelhasábokra változó feszültséget kapcsolunk, akkor a kilépő fény a hangrezgésnek megfelelően fog változni.
Ezt az intenzitásos eljárást a transzverzális eljárást alkalmazó oszcillográfok váltották fel, melyek az 1933-ban Magyarországra kerülő új Klang Eurocord N hangkamerák alkalmaztak.

### Oszcillográfos fényvezérlés
Elektromechanikai oldalon tehát az oszcillográfok voltak azok a kulcsfontosságú elemek, melyekkel a fényvezérlés megtörténhetett. Villamos áram hatására ezt a mechanikus rezgő elemet kényszerítették arra, hogy renzgéseket végezzen. Ugyanis ha egy takarólemez mozgatásával megváltoztatjuk a fénynyaláb keresztmetszetét, fényzsilipről beszélünk, míg ha egy tükör mozgatásával a fénynyaláb irányát változtatjuk meg, oszcillográfról. A rezgő elem mozgása elektromágneses vagy elektrodinamikus módszerrel lehetséges.
Az elektromágneses megoldásnál, nevén nevezve az elektromágneses tükrös oszcillográfnál egy lágyvasból készült rezgő elem változó erősségű mágneses térben mozog, amit egy tekercsre adott hangáram állít elő, Ilyen rendszerű oszcillográffal vannak ellátva a Lenkinap gyár KZUSz és KZPU hangfelvevő berendezései. Míg az előbbi a műtermi felvételekhez készített zajcsökkentő berendezéssel ellátott kamera volt, addig az utóbbit hordozhatóra tervezték. A hordozható kivitelre a felvételekhez szükséges mobilitás mellett azért is volt szükség, mer a mozikhoz a hangkamerát is szállították a filmmel együtt.
Az elektrodinamikus kivitelezésnél, vagyis az elektrodinamikus tükrös oszcillográfnál egy alumíniumszalagból készült hurok van egy mágnes pólusai között kifeszítve. A hurokra egy kis tükör van ragasztva. A kifeszített hurok a rajta átfolyó hangáramnak megfelelően mozog. A rugóval kifeszített hurok úgy van beállítva, hogy önrezgése kb. 7,5 kHz-re essen, Az oszcillográf egy olajjal töltött zárt házban van elhelyezve, s így az olaj csillapítja annyira az önrezgést, hogy a frekvenciamenet 50-10 000 Hz-ig 2 dB-re kiegyenlített.
Hátránya az volt, hogy nem lehetett a tükröt végtelenül kicsire készíteni, így önrezgésének frekvenciája a hallható tartományba esett. Szükséges volt egy zajcsökkentő eljárást kidolgozni. Elektrodinamikus tükrös oszcillográfot szereltek a Klangfilm Eurocod hangfelvevő berendezésbe.

## Külső hivatkozások
- Lézerfényes hangcsík-letapogatás